# 西尔瓦娜·斯孔恰富尔诺
西尔瓦娜·斯孔恰富尔诺（義大利語：Silvana Sconciafurno，1941年11月27日—），意大利前女子击剑运动员。她曾代表意大利参加1968年夏季奥林匹克运动会击剑比赛，结果获得女子团体花剑的第六名。